# FCC-Klasse 80
Die Ferrocarril Central del Peru (FCC), eine Tochtergesellschaft der Peruvian Corporation, die früher die Bahnstrecke Lima–La Oroya betrieb, ließ 1908 sechs Tenderlokomotiven mit der Achsfolge 1'C1' bei der North British Locomotive Company in Glasgow bauen.
Die Lokomotiven der Klasse 80 hatten die Fabriknummern 18620 bis 18625 und bekamen bei der FCC die Nummer 80 bis 85. Sie wurden in erster Linie im Vorortnahverkehr zwischen Lima und Callao eingesetzt. Da sie in Callao nicht wenden konnten, waren die Maschinen sowohl vorne als auch hinten mit einem Kuhfänger ausgerüstet. Sie waren fast 30 Jahre im Einsatz, bevor sie 1937 außer Dienst gestellt und später verschrottet wurden.